# Giribetia insulana
Genre
Espèce
Synonymes
- Fangensis insulanus Roewer, 1916

Giribetia insulana, unique représentant du genre Giribetia, est une espèce d'opilions cyphophthalmes de la famille des Stylocellidae.

## Distribution
Cette espèce est endémique de la province de Phuket en Thaïlande. Elle se rencontre sur Ko Sirae et Ko Phuket.

## Description
Le mâle holotype mesure 4,24 mm et la femelle paratype 4,14 mm, les mâles mesurent de 4,03 à 4,45 mm et les femelles de 4,20 à 4,35 mm.

## Systématique et taxinomie
Cette espèce a été décrite sous le protonyme Fangensis insulanus par Schwendinger et Giribet en 2005. Elle est placée dans le genre Giribetia par Clouse en 2012.

### Famille Stylocellidae
Selon World Catalogue of Opiliones (26 octobre 2024) :
- Fangensinae Clouse, 2012
  - Fangensis Rambla, 1994
  - Giribetia Clouse, 2012
- Leptopsalidinae Clouse, 2012
  - Leptopsalis Thorell, 1882
  - Miopsalis Thorell, 1890
- Stylocellinae Hansen & Sørensen, 1904
  - Meghalaya Giribet, Sharma & Bastawade, 2007
  - Stylocellus Westwood, 1874
- sous-famille indéterminée
  - † Mesopsalis Bartel, Dunlop & Giribet, 2023
  - † Palaeosiro Poinar, 2008
  - † Sirocellus Bartel, Dunlop & Giribet, 2023

## Étymologie
Son nom d'espèce lui a été donné en référence au lieu de sa découverte, une île.
Ce genre est nommé en l'honneur de Gonzalo Giribet.

## Publications originales
- Schwendinger & Giribet, 2005 : « The systematics of the south-east Asian genus Fangensis Rambla (Opiliones : Cyphophthalmi : Stylocellidae). » Invertebrate Systematics, vol. 19, no 4, p. 297–323.
- Clouse, 2012 : « The lineages of Stylocellidae (Arachnida: Opiliones: Cyphophthalmi). » Zootaxa, no 3595, p. 1–34.